# Ротомскис, Повилас
Повилас (Павел Игнатьевич) Ротомскис (лит. Povilas Rotomskis; 1906 — 1962) — советский, литовский государственный деятель, дипломат.

## Биография
Член Литовской компартии с 1926 года. Член ВКП(б) с 1940 года. В 1947—1951 годах — депутат Верховного Совета Литовской ССР.
В 1940—1941 годах — представитель Литовской ССР при Совете народных комиссаров СССР.
В 1942—1944 годах — сотрудник Консульства СССР в Нью-Йорке.
В 1944—1949 годах — народный комиссар/министр иностранных дел Литовской ССР. В 1945 году возглавлял советскую делегацию на переговорах в Варшаве по репатриации польских граждан. В 1946 году — член советской делегации на Парижской мирной конференции.
В 1949—1950 годах — исполнительный секретарь Союза писателей Литовской ССР.
В 1950—1953 годах — заместитель председателя Вильнюсского облисполкома.
В 1956—1962 годах — председатель литовского Общества дружбы с зарубежными странами.